# Strandjordbagge
Strandjordbagge (Parammoecius corvinus) är en skalbaggsart som beskrevs av Wilhelm Ferdinand Erichson 1848. I den svenska databasen Dyntaxa används istället namnet Aphodius plagiatus. Enligt Catalogue of Life ingår strandjordbagge i släktet Parammoecius och familjen Aphodiidae, men enligt Dyntaxa är tillhörigheten istället släktet Aphodius och familjen bladhorningar. Arten är reproducerande i Sverige. Inga underarter finns listade i Catalogue of Life.